# Henriette Confurius
‪Henriette Confurius‬ (n. 5 februarie 1991, Berlin) este o actriță germană de origine olandeză.

## Date biografice
Henriette Confurius a debutat în 2001 în filmul Die Meute der Erben, după care poate fi văzută frecvent pe micul ecran. În 2004, la vârsta de 13 ani, este premiată cu premiul televiziunii germane. Ea a fost din nou premiată ca tânără speranță în anul 2009.

## Filmografie
- Frauen, die Prosecco trinken (2001)
- Die Meute der Erben (2001)
- Ballett ist ausgefallen (2002)
- Mein erstes Wunder (2002)
- Nachmittag in Siedlisko (2002)
- Show Time (2006)
- Hilfe, meine Tochter heiratet (2006)
- Der Novembermann (2007)
- Das Geheimnis im Wald (2008)
- Die Wölfe (2009)
- The Countess (2009)
- Ellas Geheimnis (2009)
- Jenseits der Mauer (2009)
- Inspektor Barbarotti – Mensch ohne Hund (2010)
- Eichmanns Ende – Liebe, Verrat, Tod (2010)
- Küstenwache – Claras Traum (2010)
- Familie Fröhlich – Schlimmer geht immer (2010)
- Wir sind wieder wer (2011)
- Der ganz große Traum (2011)
- Liebe am Fjord – Das Meer der Frauen (2011)
- Ameisen gehen andere Wege (2011)
- Allerleirauh (2012)
- Die Holzbaronin (2013)
- Ein blinder Held – Die Liebe des Otto Weidt (2014)
- Beloved Sisters (2014)
- Die Fremde und das Dorf (2014)
- Tannbach (2015)
- Nebel im August (2016)
- Triburile Europei (2021)